# ماسا تاكاناشي
ماساهيرو تاكاناشي (باليابانية: 高梨 将弘) هو مصارع ياباني محترف. ولد في 22 يناير 1983 في تشيبا، اليابان.

## روابط خارجية
- ماسا تاكاناشي على موقع CageMatch worker (الإنجليزية)
- ماسا تاكاناشي على موقع قاعدة بيانات المصارعة على الإنترنت (الإنجليزية)